# Tjoklat

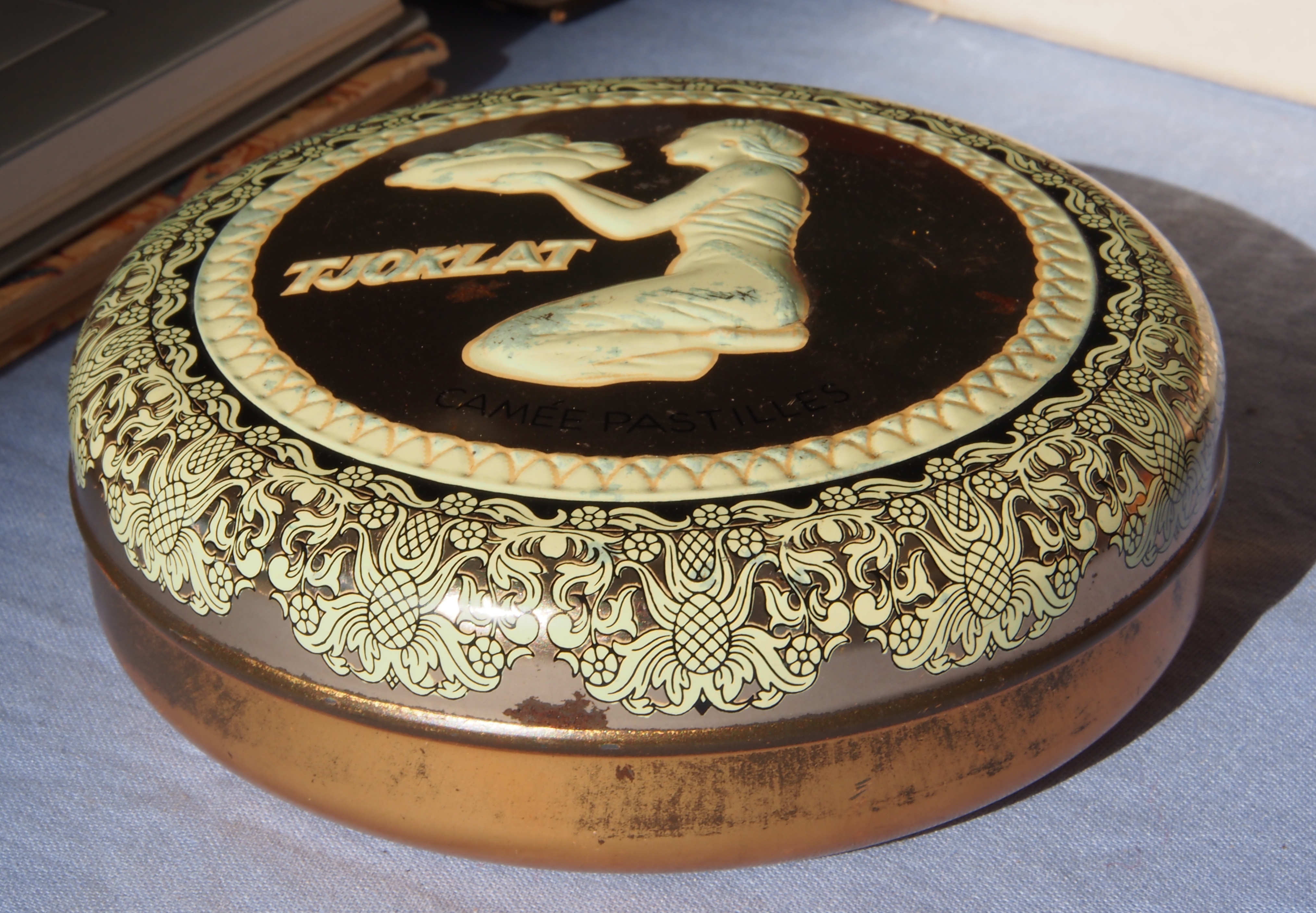
Dose mit Tjoklat Camée Pastilles

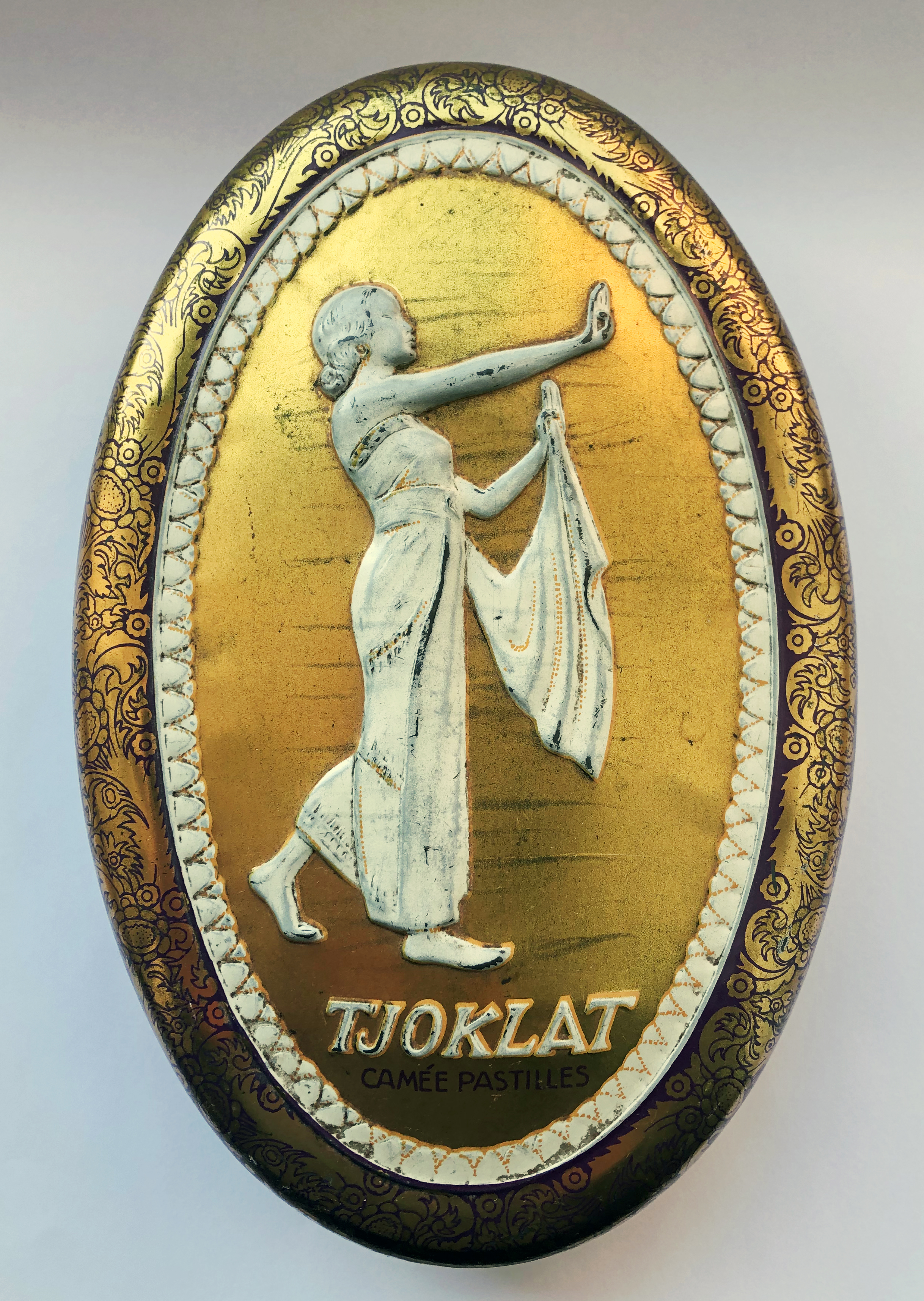
Dose Tjoklat Camée Patilles, Tjoklat-Fabriek N.V. Amsterdam

Tjoklat war eine niederländische Schokoladenfabrik, die von Willem Cornelis Sickesz junior (1886–1971) am 2. Juni 1924 in Amsterdam als eine Aktiengesellschaft nach niederländischem Recht gegründet wurde. Der ursprüngliche Name der Fabrik war NV Hollandsch-Zwitsersche Chocoladefabriek, Amsterdam. Die Fabrik befand sich an der Schinkelkade 60–69 an der Ecke zur Vaartstraat. Der Hauptsitz befand sich im selben Gebäude mit einem Eingang in der Vaartstraat 84. Die Hauptprodukte waren Schokoladenriegel (ohne Füllung) und -pastillen.
Im Jahr 1925 produzierte die Manufaktur bereits 63 Millionen Riegel und ein halbes Jahr später wurde der Meilenstein von 100 Millionen Riegel in einer Werbeanzeige bekanntgegeben. Die ersten Produkte mit dem Markennamen Tjoklat erschienen erst im September 1936 auf dem Markt. „Tjoklat“ ist das malaiische Wort für „Schokolade“. Das Markenzeichen war seitdem eine Abbildung einer knienden indonesischen Frau mit einer Schale Kakaofrüchte in ihren Händen. Es war ein Entwurf des Büros des Grafikdesigners Jannes de Vries. Der Künstler war wahrscheinlich der in Oosterhesselen (Provinz Drenthe) geborene Maler Berend Hoving. Modell stand die Engländerin Mady Townsend, eine gute Freundin von Willem Cornelis Sickesz junior. Alle Tjoklat-Produkte wurden mit indonesischem Rohrzucker zubereitet. Noch vor dem Zweiten Weltkrieg wurde eine Serie von weißen Bakelitdosen (oval und rund) mit Schokoladepastillen auf den Markt gebracht, wobei das Markenzeichen (die kniende indonesische Frau) als Kameeimitation ausgeführt war. Die Schokoladenformen kamen von Anton Reiche aus Dresden und die Dosen wurden bei Philips in Auftrag gegeben. Während des Krieges kam die Produktion zum Erliegen.
Nach dem Krieg erlebte die Firma mit der Marke Tjoklat ihre Blütezeit. Die Fabrik wurde 1950 in Tjoklat-Fabriek N.V. Amsterdam umbenannt. Die Bakelitdosen wurden durch Blechdosen mit Relief ersetzt. 1971 starb der Gründer Willem Cornelis Sickesz. 1972 wurde die Fabrik in eine niederländische Kapitalgesellschaft mit beschränkter Haftung (BV) umgewandelt und der Name in Tjoklat B.V. geändert. 1974 übernahm Meneba, ein niederländischer getreideverarbeitender Konzern, die Schokoladenfabrik Tjoklat. Am 24. Dezember 1977 schloss Meneba das Werk in Amsterdam und übertrug die Produktion auf seine Tochtergesellschaft Beukers & Rijneke in Vlaardingen. 1978 wurde die Fabrik in Amsterdam, sieben Jahre nach dem Tod des Gründers, abgerissen. 1984 übernahm der Süßwarenhersteller Baronie-De Heer in Alphen aan den Rijn die Schokoladenfabrik in Vlaardingen und die Marke Tjoklat.

## Das Tjoklat-Album
Im April 1937 veröffentlichte Tjoklat ein Sagen-Album, ein Kinderbuch mit indonesischen Erzählungen. Durch das Sammeln der Markenzeichen, die auf der Verpackung der Schokoriegeln aufgedruckt waren, konnte das Album erworben werden. Auf dem Umschlag des Albums war ebenfalls das Bild der knienden indonesischen Frau mit der Schale abgebildet. Das Album war bereits mit farbigen Illustrationen versehen, die Texte mussten gesammelt und eingeklebt werden. Das Album wurde in der Druckerei De Spaarnestad in Haarlem gedruckt. Die Illustrationen stammten von Frits van Bemmel.